# Ecdício (proprietário)
Ecdício (em latim: Ecdicius) foi um nobre romano do começo do século V. Era dono de uma propriedade nas imediações de Arles, na Gália. Recebeu muitos benefícios de Edóbico, seu amigo, mas em 411 decidiu matá-lo traiçoeiramente e entregar sua cabeça para Constâncio. Constâncio, entretanto, deu-lhe recompensa nenhuma e deixou-o na desgraça por ter matado um benfeitor.